# Лудвигсбург
 Тази статия е за града в Германия.  За окръга вижте Лудвигсбург (окръг).  
Лудвигсбург (на немски: Ludwigsburg) е град в Германия, провинция Баден-Вюртемберг.
Има население от 91 116 жители към 31 декември 2014 г. Намира се на около 12 километра северно от центъра на Щутгарт.
- Лудвигсбург - Ludwigsburg

## Личности
- Сезар фон Хафекер (1896 - 1944, роден в Лудвигсбург) - лейтенант-полковник от Вермахта, участвал в опита за убийство на фюрера Адолф Хитлер от 20 юли 1944 г.